# Sudamericano de Rugby 1981
El Sudamericano de Rugby de 1981 se disputó del 17 al 24 de mayo en la cancha del Carrasco Polo Club en Montevideo, Uruguay. La gran ausente a la cita fue la Selección de rugby de Argentina ganadora de todas las ediciones anteriores, por lo que este año en particular habría un nuevo ganador y la copa fue para el equipo uruguayo.

## Equipos participantes
- Selección de rugby de Brasil (Los Vitória-régia)
- Selección de rugby de Chile (Los Cóndores)
- Selección de rugby de Paraguay (Los Yacarés)
- Selección de rugby de Uruguay (Los Teros)

## Posiciones
| Pos. | Equipo   | Encuentros | Encuentros | Encuentros | Encuentros | Tantos  | Tantos    | Tantos     | Puntos |
| Pos. | Equipo   | jugados    | ganados    | empatados  | perdidos   | a favor | en contra | diferencia | Puntos |
| ---- | -------- | ---------- | ---------- | ---------- | ---------- | ------- | --------- | ---------- | ------ |
| 1    | Uruguay  | 3          | 3          | 0          | 0          | 164     | 17        | + 147      | 6      |
| 2    | Chile    | 3          | 2          | 0          | 1          | 69      | 39        | + 30       | 4      |
| 3    | Paraguay | 3          | 1          | 0          | 2          | 52      | 90        | - 38       | 2      |
| 4    | Brasil   | 3          | 0          | 0          | 3          | 6       | 145       | - 139      | 0      |

Nota: Se otorgan 2 puntos al equipo que gane un partido, 1 al que empate, 0 al que pierda

## Resultados[2]

### Primera Fecha
| 17 de mayo | Uruguay | 54 - 14 | Paraguay | cancha del Carrasco Polo Club, Montevideo, Uruguay |  |

| 18 de mayo | Chile | 33 - 3 | Brasil | cancha del Carrasco Polo Club, Montevideo, Uruguay |  |

### Segunda Fecha
| 21 de mayo | Uruguay | 77 - 0 | Brasil | cancha del Carrasco Polo Club, Montevideo, Uruguay |  |

| 21 de mayo | Chile | 33 - 3 | Paraguay | cancha del Carrasco Polo Club, Montevideo, Uruguay |  |

### Tercera Fecha
| 23 de mayo | Paraguay | 35 - 3 | Brasil | cancha del Carrasco Polo Club, Montevideo, Uruguay |  |

| 24 de mayo | Uruguay | 33 - 3 | Chile | cancha del Carrasco Polo Club, Montevideo, Uruguay |  |

| Bandera de Uruguay |
| Campeón Uruguay    |
| Primer título      |

## Curiosidades
- Fue el único torneo en que no participaron Los Pumas y el único ganado por Los Teros,[3] hasta la creación de la Consur Cup en 2014.
- En los 3 matchs de Los Cóndores se dio el mismo resultado: 33 - 3